# Iulian Filipescu
Iulian Sebastian Filipescu (Slatina, 1974. március 29. –) román válogatott labdarúgó, hátvéd.

## Pályafutása

### Klubcsapatokban
Pályafutását a Steaua Bucureștiben kezdte, melynek színeiben 1993-ban bemutatkozott a román első osztályban. Összesen öt bajnoki címet szerzett a Steaua játékosaként. Ezután 1997-ben a török Galatasarayhoz igazolt, ahol két idény alatt kétszer is török bajnoki címet ünnepelhetett. 1999-ben a Real Betis szerződtette és a sevillai csapatot négy szezonon keresztül erősítette, ahonnan 2003-ban a Zürich csapatába igazolt. Három bajnoki szezont húzott le Svájcban, ráadásul utolsó szezonjában (2005–06) svájci bajnok lett és nem is akárhogyan. Történt ugyanis, hogy az utolsó forduló előtt a FC Basel vezette a bajnoki tabellát három ponttal a Züürich előtt és ez a két csapat találkozott a zárókörben. A St. Jakob-Parkban rendezett mérkőzés 31. percében a zürichiek megszerezték a vezetést, amit a Basel Mladen Petrić révén a 73. percben kiegyenlített és amikor már úgy tűnt, hogy ez marad a végeredmény és bajnok a Basel a 93. percben Filipescu betalált Pascal Zuberbühler kapujába, amivel beállította a 2–1-es végeredményt. Ennek értelmében az FC Zürich nyerte a svájci bajnokságot, amit a Basel szurkolói nehezen viseltek és berohantak pályára, hogy megtámadják a Zürich játékosait és a játékvezetőt. Leginkább a győztes gólt szerző Filipescu volt a fő célpont, akit majdnem fejbe dobtak egy égő fáklyával.

### Válogatottban
A román válogatottban 1996. és 2003 között 52 alkalommal szerepelt a nemzeti csapatban 1 gólt szerzett.
Részt vett az 1996-os és a 2000-es Európa-bajnokságon illetve az 1998-as világbajnokságon.

## Sikerei, díjai
Steaua București
- Román bajnok (5):1992–93, 1993–94, 1994–95, 1995–96, 1996–97
- Román kupagyőztes (1): 1995–96
- Román szuperkupagyőztes (2): 1994, 1995

Galatasaray
- Török bajnok (2): 1997–98, 1998–99
- Török kupagyőztes (1): 1998–99

Grasshoppers
- Svájci bajnok (1): 2005–06
- Svájci kupagyőztes (1): 2004–05